# شهدخوار ویگورس
شهدخوار ویگورس (نام علمی: Aethopyga vigorsii) نام یک گونه از سرده شهد خواران درخشان است. این گونه بوم‌زاد گهات غربی در هند است. این گونه یکی از زیباترین شهد خوار هاست که که در مرکز تا جنوب گهات غربی یافت می‌شود.